# Glacier Neumayer
Pour les articles homonymes, voir Neumayer.
Le glacier Neumayer est un glacier situé en Géorgie du Sud se jetant dans la baie Cumberland West. Il a été nommé en l’honneur du scientifique et explorateur allemand George von Neumayer.
C’est l’un des cinq plus grands glaciers de la Géorgie du Sud.